# إيفان توماس (كاتب)
إيفان توماس (بالإنجليزية: Evan Thomas) هو صحفي وكاتب أمريكي، ولد في 25 أبريل 1951 في هنتنغتون في الولايات المتحدة.

## وصلات خارجية
- الموقع الرسمي
- إيفان توماس على موقع ميوزك برينز (الإنجليزية)
- إيفان توماس على موقع إن إن دي بي (الإنجليزية)